# Flyhultatjärnen
Flyhultatjärnen är en sjö i Varbergs kommun i Västergötland och ingår i Viskans huvudavrinningsområde.